# Cocaine
Cocaine es una canción compuesta e interpretada originariamente por J.J. Cale, y popularizada por Eric Clapton en la versión que grabó para su álbum Slowhand en 1977. La versión de J.J. Cale logró el número uno en la lista de sencillos de Nueva Zelanda e ingresó en el top 20 de varias listas europeas.
Clapton versionó la canción "Cocaine" un año después de que la compusiera J.J. Cale. Esta versión alcanzó el número 30 del Billboard Hot 100. También ha grabado varias canciones de Cale, entre ellas "After Midnight" y "Travelin' Light".

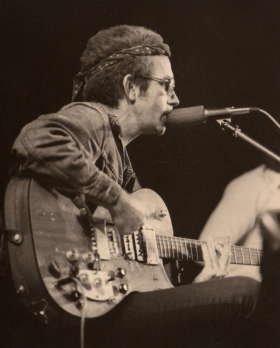
J J Cale en concierto.

Existe controversia en torno al verdadero significado de "Cocaine". Clapton ha afirmado que es una canción que está en contra de la cocaína, a pesar de que la letra parece sugerir claramente lo contrario. Existe evidencia de que Clapton estaba consumiendo "copiosas" cantidades de cocaína en el momento en que lanzó la canción, por lo que la teoría parece no tener sentido.
En la letra, J. J. Cale hace referencia a la cocaína con el pronombre she (ella), algo habitual en la jerga de los consumidores de drogas. Clapton declaró que la canción habla de la adicción a las drogas y de cómo los jóvenes pueden destrozar sus propias vidas a causa de la cocaína. Sin embargo la letra se abre libremente a múltiples interpretaciones, y la teoría contraria se ve reforzada por el hecho de que Clapton dejó de interpretar la canción una vez que se rehabilitó de su adicción a las drogas.
Clapton dijo una vez que es inútil escribir intencionadamente una canción que vaya en contra de las drogas y esperar a que la gente capte el significado, por lo que es mejor que lleve a la reflexión. Tras varios años, Clapton decidió añadir a la letra de la canción la frase: 'that dirty cocaine' (cocaína sucia) en sus actuaciones en vivo para destacar el mensaje de la canción en contra de las drogas. Además, Clapton donó una buena parte de sus fondos al Crossroads Centre, un centro donde ayudan a los drogadictos a luchar para dejar la droga y rehabilitarse.